# Norddeutscher Kammerchor
Der Norddeutsche Kammerchor ist ein 2005 in Hamburg von Maria Jürgensen gegründeter gemischter Chor.

## Geschichte und Repertoire
Im Januar 2005 fand sich das Ensemble erstmals unter Leitung von Maria Jürgensen zusammen und führte die Kantaten IV bis VI aus dem Weihnachtsoratorium von Johann Sebastian Bach auf. Als projektweise arbeitender und institutionell ungebundener Chor treten die Sänger seitdem an verschiedenen Orten vornehmlich im norddeutschen Raum auf. Das Repertoire spannt dabei den Bogen über die Musik des Frühbarocks bis hin zu zeitgenössischen Kompositionen. Ein Schwerpunkt liegt dabei auf geistlicher A-cappella-Musik, aber auch größere Werke wie Bachs Johannespassion oder seine H-Moll-Messe zeichnen die Chronik des Ensembles.
Im Jahr 2015 wurde der Chor mit dem ECHO Klassik in der Kategorie Chorwerkeinspielung des Jahres ausgezeichnet.

## Diskografie
- 2011: Johannes Eccard – Mein schönste Zier, MDG 902 1694-6.
- 2013: Melchior Franck – Gehet hin in alle Welt, MDG 902 1829-6.
- 2017: Johann Sebastian Bach – Partita No. 2 d-Moll, MDG 903 2004-6. (mit Gertrud Schilde)
- 2020: Hugo Distler, Heinz Werner Zimmermann – Wohl uns des feinen Herren, MDG 906 2156-6. (mit Christina Roterberg und Arvid Gast)